# Super-App
Eine Super-App ist eine Mobil- oder Webanwendung, die mehrere Dienste anbieten kann, einschließlich der Abwicklung von Zahlungen und Finanztransaktionen, und so zu einer allumfassenden, in sich geschlossenen Handels- und Kommunikations-Plattform wird, die viele Aspekte des persönlichen und geschäftlichen Lebens einbezieht.

## Geschichte
Der Begriff „Super-App“ wurde erstmals für WeChat verwendet, eine Anwendung, die von 1,2 Milliarden Menschen, hauptsächlich in China, genutzt wird. Die Anerkennung von WeChat als Super-App rührt daher, dass es Messaging, Zahlungen, E-Commerce und vieles mehr in einer einzigen Anwendung vereint und damit für viele Nutzer unverzichtbar wird. Die Etablierung des Super-App-Modells durch WeChat hat Unternehmen wie Meta Platforms (ehemals Facebook) dazu veranlasst, zu versuchen, ähnliche Anwendungen außerhalb Chinas zu entwickeln. Der Name Super-App wurde später auch für Plattformen in Indien und Südostasien genutzt. In der westlichen Welt hat sich Anfang der 2020er Jahre noch keine Super-App etablieren können. Als mögliche Kandidaten für solche Anwendungen wurden WhatsApp und PayPal genannt.

## Beispiele
Als Beispiele für sogenannte Super-Apps werden genannt:
- Alipay
- Gojek (GoTo)
- Grab
- KakaoTalk
- Paytm
- WeChat

## Vor- und Nachteile
Super-Apps profitieren von dem Netzwerkeffekt, bei dem die Plattform mit jedem weiteren Nutzer attraktiver für die bestehenden Nutzer wird, was ihr weiteres Wachstum begünstigt. So können unschlagbare Größenvorteile gegenüber anderen Plattformen erreicht werden. Durch einen Dienst, der mehrere Angebote bündelt, müssen Nutzer weniger Passwörter verwalten und weniger einzelne Apps herunterladen. Auch bieten Super-Apps den Nutzern hohen Komfort und können ihre Angebote aufgrund der großen eingehenden Datenmengen laufend optimieren.
Super-Apps gelangen an enorme Mengen an Daten über ihre Nutzer, wodurch wettbewerbsrechtliche Probleme und Bedenken hinsichtlich der Privatsphäre der Nutzer entstehen. Obwohl Apps, die der Super-App-Klassifizierung entsprechen, den Nutzern im Vergleich zu Einzweck-Alternativen eine größere Vielfalt an Diensten bieten können, sind Regulierungsbehörden zunehmend besorgt über die Gesamtmacht der Technologiebranche und stehen Unternehmen, die solche Apps entwickeln, zunehmend kritisch gegenüber. Dies trifft vor allem auf Apps aus den USA und China zu. In China wurden WeChat und andere lokale Unternehmen von den dortigen Regulierungsbehörden aufgefordert, ihre Plattformen für Konkurrenten zu öffnen, um Monopolstellungen zu verhindern.

## Datenschutz, Sicherheit und digitale Souveränität
Super-Apps müssen in Deutschland und Europa den Datenschutz- und Sicherheitsbestimmungen entsprechen. Dazu zählen u. a. die DSGVO sowie PSD2, AML, eIDAS und ISO 27001 Standards. Daten sollten in Europa liegen – und nicht in USA oder China, wo die Datenschutzbestimmungen weniger streng sind. Darüber hinaus ist mit der Speicherung der Daten in USA oder China durch große Tech-Konzerne nicht klar, was mit den Nutzerdaten passiert. Eigene Super-Apps aus Europa stärken die digitale Unabhängigkeit und schützt unsere digitale Infrastruktur vor fremden Eingriffen.
Zu wichtigen Security-Funktionen, um unbefugte Zugriffe auf die Super-App zu verhindern und Datenschutz zu gewährleisten, zählen:
- Gerätebindung
- Kombination aus Biometrie und Wissensprüfung
- Online-Integritätsprüfung
- Gerätesicherheitseigenschaften wie AES-Verschlüsselung
- Härtung von Kommunikationskanälen